# レイデル・プレシアード
レイデル・プレシアード（Leider Calimenio Preciado Guerrero、1977年2月26日 - ）は、コロンビアの元サッカー選手。元コロンビア代表。ポジションはフォワード。

## 来歴
1998年4月に親善試合でコロンビア代表デビュー。6月の1998 FIFAワールドカップのメンバーにも選ばれ、グループステージ全3試合に出場、2戦目・チュニジア戦では決勝点を決めた。2007年までに12試合に出場、4得点をあげた。

## 代表歴

### 出場大会
- コロンビア代表
  - 1998 FIFAワールドカップ

### 試合数
- 国際Aマッチ 12試合 4得点（1998年-2007年）[1]

| コロンビア代表 | 国際Aマッチ | 国際Aマッチ |
| 年             | 出場        | 得点        |
| -------------- | ----------- | ----------- |
| 1998           | 4           | 3           |
| 1999           | 1           | 0           |
| 2000           | 1           | 0           |
| 2001           | 0           | 0           |
| 2002           | 0           | 0           |
| 2003           | 2           | 0           |
| 2004           | 1           | 0           |
| 2005           | 1           | 0           |
| 2006           | 1           | 1           |
| 2007           | 1           | 0           |
| 通算           | 12          | 4           |